# Los Angeles Clippers
Los Angeles Clippers američka profesionalna košarkaška momčad iz grada Los Angelesa. 
Clippers su osnovani 1970.g. kao Buffalo Braves. NBA ligi su se priključili u sezoni 1970./71.g.
Momčad se je preselila u San Diego, Kalifornija poslije sezone 1977./78. i postala San Diego Clippers. 1984.g. momčad se seli u Los Angeles, gdje je i danas.

## Dvorane
Buffalo Memorial Auditorium (1970. – 1978.)
Maple Leaf Gardens (1971. – 1975.) (povremene utakmice)
San Diego Sports Arena (1978. – 1984.)
Los Angeles Memorial Sports Arena (1984. – 1999.)
Arrowhead Pond of Anaheim (1994. – 1999.) (povremene utakmice)
Staples Center (1999. – danas)

## Vanjske poveznice
- (engl.)Los Angeles Clippers službene internet stranice